# Fuerzas Terrestres Kirguisas
Las Fuerzas Terrestres Kirguisas (en kirguís: Кыргызстандын куралдуу күчтөру, Kyrgyzstandyn Kuralduu küchtöru;  en ruso: Сухопутные войска Кыргызстана, Sukhoputnye voiska Kyrgyzstana) son el componente terrestre de las Fuerzas Armadas de Kirguistán.
El actual comandante del ejército kirguís es el coronel Nurlan Kiresheyev.

## Historia
Durante gran parte del período de la Unión Soviética, desde 1967, la 8ª División Motorizada de Asalto 'Panfilov' de la Guardia fue la principal fuerza militar del país. En 1967, la división se trasladó a Biskek desde el Distrito Militar del Báltico, donde se había establecido anteriormente. Solo se disolvió en enero de 2003.
El Ejército de Kirguistán incluye la 1ª Brigada Motorizada de Asalto de Montaña en Osh, una brigada en Koy-Tash, en el área de Biskek, la 25ª Brigada de Fuerzas Especiales, batallones independientes en Karakol y Naryn, una brigada en Balykchy y otras unidades del ejército.
Las autoridades kirguisas al principio pensaron que no tenían un ejército entero. Esa idea ha desde entonces ha sido reemplazado por los planes para crear un ejército reclutado de 5.000 soldados. Durante los meses posteriores a la independencia de la Unión Soviética, Kirguistán abogó por un ejército unificado de la CEI que reemplazaría al ejército soviético. Esos planes se derrumbaron cuando Rusia anunció que no financiaría las tropas de la CEI. En abril de 1992, Kirguistán formó un Comité Estatal para los Asuntos de Defensa, y en junio la república tomó el control de todas las tropas en su territorio (es decir, las unidades restantes del antiguo ejército soviético).
En 1994, el 30% del cuerpo de oficiales eran rusos. El primer comandante fue el general Valentin Lukyanov, un ucraniano. El 25 de enero de 2017, el entonces presidente Almazbek Atambayev fundó oficialmente el Ejército de Kirguistán, con el coronel Erlis Terdikbayev como su primer comandante del mismo.

## Estructuras
Las fuerzas terrestres se dividen en 2 comandos militares, los Grupos de Fuerzas del Norte y del Sur.

### Grupo del Norte de las Fuerzas
- 8ª División de la Guardia Motorizada y de Asalto Panfilov (Tokmok)
- Segunda brigada de pelotón de la Guardia Motorizada (Koy-Tash)
- Regimiento Independencia de tanques
- Batallones de ametralladoras (Karakol)
- Batallones de artillería (Naryn)
- Batallón de ingeniería
- Batallón Singals
- 25a. Brigada de Fuerzas Especiales Scorpion (Tokmok)
- Brigada de artillería
- Brigada Balykchynsky
- Unidades especializadas

### Grupo del Sur de las Fuerzas
- 68a. Brigada Independiente de Asalto de Montaña
- Batallón Blindado